# Thyer Glacier
Thyer Glacier är en glaciär i Antarktis. Den ligger i Östantarktis. Australien gör anspråk på området. Thyer Glacier ligger 2 meter över havet.
Terrängen runt Thyer Glacier är huvudsakligen platt, men åt nordost är den kuperad. Thyer Glacier ligger nere i en dal. Trakten är obefolkad. Det finns inga samhällen i närheten. 